# La duda (película de 2008)
La duda (Doubt, en el original en inglés) es una adaptación cinematográfica, realizada en 2008, de la obra de teatro La duda, de John Patrick Shanley. Escrita y dirigida por el propio Shanley y producida por Scott Rudin, la película fue protagonizada por Meryl Streep, Philip Seymour Hoffman, Amy Adams y Viola Davis, quienes fueron nominados a los Premios Óscar en el 2009. Se estrenó el 30 de octubre de 2008 en el Festival AFI, antes de ser distribuida por Miramax en un estreno limitado el 12 de diciembre de 2008 y de su lanzamiento mundial el 25 de diciembre de 2008.

## Argumento
Ambientada en 1964 en una iglesia católica en el Bronx, la película comienza con el padre Flynn (Philip Seymour Hoffman), dando un sermón sobre la naturaleza de la duda, señalando que, como la fe, puede ser una fuerza unificadora. Esa noche, la hermana Aloysius (Meryl Streep), la estricta directora de la escuela, discute el sermón en la cena con sus compañeras, las Hermanas de la Caridad de Nueva York. Las cuestiona sobre si alguien ha observado un comportamiento inusual del padre Flynn para dar motivo al sermón, y les encarga estar alerta sobre algo raro que vean. La hermana James (Amy Adams), una joven ingenua y maestra en el colegio, observa la proximidad entre el padre Flynn y Donald Miller, el primer alumno negro aceptado en el colegio. Cierta vez, durante su clase, le piden a Donald que vea al Padre en la Rectoría. Cuando regresa, Donald está angustiado y la hermana James detecta un olor a alcohol en su aliento. Más tarde, mientras sus estudiantes están aprendiendo un baile, ella ve al padre Flynn poner una camiseta blanca en el casillero de Donald. Tal como pidió la hermana Aloysius, la hermana James le avisa de lo ocurrido. 
Bajo el pretexto de hablar sobre la obra de Navidad de la escuela, las hermanas Aloysius y James enfrentan al padre Flynn con sus sospechas de que su relación con Donald pueda ser impropia. Varias veces, el padre Flynn les pide olvidar el asunto porque es algo privado entre el niño y él mismo, pero la hermana Aloysius persiste. El sacerdote cede, y revela que Donald había sido atrapado en el altar bebiendo el vino de misa. Había accedido a proteger al estudiante y permitirle seguir siendo un monaguillo a condición de que nadie más descubriese su transgresión. Después de haber sido obligado a revelar la verdad, el padre Flynn les dice a las monjas que está decepcionado por cómo manejaron el asunto y que ahora tendrá que expulsar a Donald del grupo de los monaguillos.
Inicialmente, la hermana James se convence de la inocencia del padre Flynn, pero la hermana Aloysius no opina de la misma manera y sigue creyendo que hay algo inusual en esa relación. Más tarde la hermana James se enfrenta al padre Flynn y le habla acerca de la camiseta que vio guardar en la taquilla de Donald, detalle que no reveló a la hermana Aloysius. Al discutir sobre la relación, las dudas de la hermana James son sosegadas.
La hermana Aloysius revela a la madre de Donald sus sospechas. La sra. Miller (Viola Davis) le contesta sorpresivamente que debería dejar pasar el asunto pues todo terminará cuando su hijo vaya al instituto. La sra. Miller da a entender que su hijo es gay, y que, para protegerlo de su abusivo y homófobo padre, se debe cerrar el asunto.
A pesar de no tener pruebas y sin el apoyo de la madre de Donald, la hermana Aloysius exige al padre Flynn que diga la verdad o acudirá a sus superiores. El padre Flynn repite que no hay una relación ilícita, pero la hermana Aloysius afirma que ella sabe del historial de problemas que posee, después de que lo hubiesen trasladado a tres diferentes parroquias en cinco años. Ella menciona haber contactado con una monja de una de las iglesias previas, quien corroboró sus dudas. El padre Flynn, furioso por lo que ha pasado, le reprocha haber contactado a la persona equivocada, aduciendo que debió haber contactado con el párroco en lugar de una monja. La hermana Aloysius le exige que renuncie. Incapaz de hacer frente a la voluntad y determinación por destruirlo, él cede. 
Tras el último sermón del Padre, las monjas se reúnen en el jardín de la iglesia. La hermana Aloysius confiesa que, aunque el padre Flynn dejó el colegio, le han dado una parroquia más prestigiosa con su escuela; de hecho, un ascenso. Ella revela que mintió acerca de haber hablado con una monja de alguna antigua iglesia. La hermana Aloysius repite una línea citada antes de que se descubriera el problema: «En la búsqueda del mal, uno se aleja un paso de Dios pero se acerca uno más a su servicio». Añade que existe también un precio. Aloysius rompe en lágrimas y le dice a la hermana James: «Tengo dudas».

## Reparto
| Actor                  | Personaje           |
| ---------------------- | ------------------- |
| Meryl Streep           | Hermana Aloysius    |
| Amy Adams              | Hermana James       |
| Philip Seymour Hoffman | Padre Brendan Flynn |
| Viola Davis            | Señora Miller       |
| Joseph Foster          | Donald Miller       |
| Alice Drummond         | Hermana Verónica    |

## Producción
La producción comenzó el 1 de diciembre de 2007. La película, que se centra en una escuela católica del Bronx, fue filmada en diversas zonas de El Bronx, incluido el College of Mount Saint Vincent y Bedford-Stuyvesant, Brooklyn. Las escenas del jardín exterior fueron filmadas en la histórica Iglesia Episcopal de St. Lucas en los campos en Hudson Street, en Greenwich, Nueva York. La escuela de Lucas fue también muy destacada.

## Recepción
A partir de 190 comentarios recogidos por Rotten Tomatoes, la película recibió un 78 por ciento de aprobación. El sitio informó, en un consenso, que «el éxito de La duda se basa en la fortaleza de su reparto de primera categoría, que guían con éxito a la película después de la tranquilidad narrativa». Según otra página de crítica, Metacritic, la película recibió una calificación de 70/100, con base en 34 críticas. Manohla Dargis, crítico de cine de The New York Times, concluyó que «el aire está lleno de paranoia en Doubt, pero en ningún lugar lo está tanto como en la actuación intensa de Meryl Streep».
La actuación de Viola Davis fue considerada excelente por los críticos. La revista Salon declaró que, en su representación de la señora Miller, actuó con «un nivel casi milagroso de credibilidad [...] Davis, en su pequeño papel, una sola escena, es increíblemente conmovedora; apenas puedo recordar una actuación suya que no me haya conmovido; representa a su personaje, una mujer ansiosa y trabajadora que únicamente está tratando de mantener unida y estable a su familia; no es una fuente de emociones sino que, más bien, se guarda todo adentro y no nos permite entrar».
La National Public Radio (NPR) dijo que, en comparación con la del resto del elenco, la actuación de Davis era «la más dolorosa», que habla de un modo tranquilo y en voz baja y no deja duda de que la moral es un lugar engañoso en el mundo real."

### Las diez listas
La película apareció en las listas de las mejores películas del 2008.
- 2 – James Berardinelli, ReelViews
- 2 – Joe Neumaier, New York Daily News
- 8 – Kyle Smith, New York Post
- 8 – Peter Travers, Rolling Stone
- 9 – David Edelstein, New York magazine
- 10 – Michael Rechtshaffen, The Hollywood Reporter
- 10 – Shawn Anthony Levy, The Oregonian

## Premios
| Año  | Categoría               | Actor                  | Resultado |
| ---- | ----------------------- | ---------------------- | --------- |
| 2009 | Mejor actriz            | Meryl Streep           | Candidata |
| 2009 | Mejor actor de reparto  | Philip Seymour Hoffman | Candidato |
| 2009 | Mejor actriz de reparto | Amy Adams              | Candidata |
| 2009 | Mejor actriz de reparto | Viola Davis            | Candidata |
| 2009 | Mejor guion adaptado    | John Patrick Shanley   | Candidato |

| Año  | Categoría               | Actor                  | Resultado |
| ---- | ----------------------- | ---------------------- | --------- |
| 2009 | Mejor actriz - Drama    | Meryl Streep           | Candidata |
| 2009 | Mejor actor de reparto  | Philip Seymour Hoffman | Candidato |
| 2009 | Mejor actriz de reparto | Amy Adams              | Candidata |
| 2009 | Mejor actriz de reparto | Viola Davis            | Candidata |
| 2009 | Mejor Guion             | John Patrick Shanley   | Candidato |

| Año  | Categoría               | Actor                  | Resultado |
| ---- | ----------------------- | ---------------------- | --------- |
| 2009 | Mejor actriz            | Meryl Streep           | Candidata |
| 2009 | Mejor actor de reparto  | Philip Seymour Hoffman | Candidato |
| 2009 | Mejor actriz de reparto | Amy Adams              | Candidata |

| Año  | Categoría               | Actor                  | Resultado |
| ---- | ----------------------- | ---------------------- | --------- |
| 2009 | Mejor reparto           | Mejor reparto          | Candidato |
| 2009 | Mejor actriz            | Meryl Streep           | Ganadora  |
| 2009 | Mejor actor de reparto  | Philip Seymour Hoffman | Candidato |
| 2009 | Mejor actriz de reparto | Amy Adams              | Candidata |
| 2009 | Mejor actriz de reparto | Viola Davis            | Candidata |